# Izu Ōshima
Izu Ōshima (伊豆大島?) es una isla volcánica ubicada en las islas Izu (伊豆諸島?), las cuales se encuentran al sur de Tokio y al este de la península de Izu, en la prefectura de Shizuoka. Izu Ōshima forma parte del parque nacional Fuji-Hakone-Izu. Administrativamente se conoce como pueblo de Ōshima (大島町 Ōshima-mura?) y forma parte de Tokio.
La isla posee 91,06 km², siendo la isla más grande y cercana a Tokio, incluyendo también las islas de Ogasawara. 
Izu Ōshima es famoso por el monte Mihara, el cual erupcionó por última vez en 1986. El volcán fue utilizado dentro de la trama de El Retorno de Godzilla, como la ubicación en donde, el gobierno japonés enterró a Godzilla. El monte Mihara aparece nuevamente en la secuela, Godzilla tai Biollante, en el cual Godzilla es liberado cuando el volcán erupciona. La isla aparece nuevamente dentro de la ficción al ser uno de los escenarios del libro Ring escrito por Koji Suzuki. 
Más allá de la ficción, la isla es conocida por su Festival de Camelias, las playas y por sus aguas termales de origen volcánico.
Hay varios ferries que zarpan desde Takeshiba, cerca de Hamamatsucho, Tokio, o sino, desde Atami en Shizuoka.

## Clima
| Parámetros climáticos promedio de Izu Ōshima | Parámetros climáticos promedio de Izu Ōshima | Parámetros climáticos promedio de Izu Ōshima | Parámetros climáticos promedio de Izu Ōshima | Parámetros climáticos promedio de Izu Ōshima | Parámetros climáticos promedio de Izu Ōshima | Parámetros climáticos promedio de Izu Ōshima | Parámetros climáticos promedio de Izu Ōshima | Parámetros climáticos promedio de Izu Ōshima | Parámetros climáticos promedio de Izu Ōshima | Parámetros climáticos promedio de Izu Ōshima | Parámetros climáticos promedio de Izu Ōshima | Parámetros climáticos promedio de Izu Ōshima | Parámetros climáticos promedio de Izu Ōshima |
| Mes                                          | Ene.                                         | Feb.                                         | Mar.                                         | Abr.                                         | May.                                         | Jun.                                         | Jul.                                         | Ago.                                         | Sep.                                         | Oct.                                         | Nov.                                         | Dic.                                         | Anual                                        |
| -------------------------------------------- | -------------------------------------------- | -------------------------------------------- | -------------------------------------------- | -------------------------------------------- | -------------------------------------------- | -------------------------------------------- | -------------------------------------------- | -------------------------------------------- | -------------------------------------------- | -------------------------------------------- | -------------------------------------------- | -------------------------------------------- | -------------------------------------------- |
| Temp. máx. media (°C)                        | 9.4                                          | 9.5                                          | 12.0                                         | 16.5                                         | 20.2                                         | 22.6                                         | 25.7                                         | 27.6                                         | 24.5                                         | 19.9                                         | 16.1                                         | 11.9                                         | 18                                           |
| Temp. media (°C)                             | 6.1                                          | 6.0                                          | 8.3                                          | 12.9                                         | 16.8                                         | 19.7                                         | 23.0                                         | 24.5                                         | 21.6                                         | 17.0                                         | 13.0                                         | 8.8                                          | 14.8                                         |
| Temp. mín. media (°C)                        | 3.3                                          | 3.1                                          | 5.2                                          | 9.9                                          | 13.9                                         | 17.4                                         | 20.9                                         | 22.4                                         | 19.5                                         | 14.6                                         | 10.3                                         | 6.0                                          | 12.2                                         |
| Precipitación total (mm)                     | 117.1                                        | 148.0                                        | 253.6                                        | 247.0                                        | 274.8                                        | 365.6                                        | 212.9                                        | 219.6                                        | 329.0                                        | 358.6                                        | 198.0                                        | 107.0                                        | 2831.2                                       |
| Nevadas (cm)                                 | 1                                            | 4                                            | 1                                            | 0                                            | 0                                            | 0                                            | 0                                            | 0                                            | 0                                            | 0                                            | 0                                            | 0                                            | 6                                            |
| Horas de sol                                 | 149.4                                        | 130.9                                        | 149.0                                        | 148.3                                        | 167.5                                        | 110.0                                        | 127.2                                        | 170.3                                        | 115.0                                        | 117.5                                        | 125.6                                        | 145.3                                        | 1656                                         |
| Humedad relativa (%)                         | 63                                           | 65                                           | 70                                           | 78                                           | 81                                           | 88                                           | 90                                           | 88                                           | 87                                           | 80                                           | 74                                           | 66                                           | 77.5                                         |
| Fuente: NOAA (1961–1990)                     |                                              |                                              |                                              |                                              |                                              |                                              |                                              |                                              |                                              |                                              |                                              |                                              |                                              |